# Where the Wild Roses Grow
"Where the Wild Roses Grow" er en sang skrevet af den australske musiker Nick Cave til Nick Cave and the Bad Seeds's niende album Murder Ballads (1996). Kylie Minogue optræder som gæstesanger på indspilningen. Sangen blev udgivet som den første single i efteråret 1995, og nåede Top 3 i Norge, Top 5 i Australien og Top 20 i Tyskland, USA og New Zealand.
Cave blev inspireret til at skrive "Where the Wild Roses Grow" efter at have hørt den traditionelle sang, "The Willow Garden", en fortælling om en mand som kurtiserer en kvinde og dræber hende da de er ude sammen.